# Convento de Santo Domingo y Capilla del Rosario
La Iglesia de Santo Domingo y la contigua Capilla del Rosario son las construcciones que quedan de un antiguo conjunto monástico de la Orden Dominica situado en la ciudad de Murcia (Región de Murcia, España), concretamente en la céntrica plaza de Santo Domingo que preside y a la que da nombre. 
Su origen se sitúa en el siglo XIII, aunque el conjunto actualmente conservado corresponde al siglo XVI (Capilla del Rosario) y al siglo XVIII (Iglesia conventual de Santo Domingo). El monasterio sufrió la Desamortización de Mendizábal de 1836 que supuso su extinción y la desaparición del conjunto a excepción de la Iglesia y capilla. En la segunda mitad del siglo XIX fue cedida a los jesuitas, que siguen rigiendo hoy día el templo.

## Historia
En un primer momento, tras la conquista de Murcia por Jaime I de Aragón en 1266, los dominicos ya tuvieron presencia en la ciudad, ocupando unas casas pertenecientes al cercano conjunto palatino del Alcázar Menor, en donde crearon un studium solemne o Estudio General, una escuela para la enseñanza del trivium, grados inferiores de artes además de gramática, retórica y moral.
Sin embargo, sería en 1272 cuando se fundó el Convento de Santo Domingo el Real por privilegio de Alfonso X de Castilla en su ubicación definitiva, muy cerca de la anterior, en pleno arrabal de la Arrixaca.
Estamos por tanto ante la primera institución de enseñanza de la ciudad de Murcia, anterior al jesuita Colegio de San Esteban y al Seminario Mayor de San Fulgencio, por lo que algunos autores lo consideran el origen de la futura Universidad de Murcia.
El recinto del convento ocupaba lo que hoy es la manzana donde están el Teatro Romea y el colegio Cierva Peñafiel, lindando con la Acequia Mayor Aljufía, que dotaba de agua a los huertos del convento. De aquel primitivo conjunto dominico sólo perdura hoy su iglesia y la contigua Capilla del Rosario, debido a la desamortización desarrollada durante el reinado de Isabel II.
Entre 1846 y 1847, el Concejo de la ciudad se trasladó a lo que quedaba del conjunto dominico mientras se realizaban las obras de la nueva Casa Consistorial. 
Entre 1866 y 1884 fue sede de la Cofradía del Santo Sepulcro que desfila en la noche del Viernes Santo de la Semana Santa de Murcia. En 1871, los jesuitas se asentaron en esta iglesia tras su regreso a España, siendo aún hoy su sede en la ciudad.
En 1982, el conjunto formado por la Iglesia de Santo Domingo, la Capilla del Rosario y el arco que comunica la capilla con el Palacio Almodóvar fueron declarados Bien de Interés Cultural.
Entre 1986 y 1999 también fue sede de la Cofradía del Yacente, que desfila en la tarde del Sábado Santo.

## Capilla del Rosario
Es la parte más antigua del conjunto que hoy se conserva. Iniciada a expensas de la poderosa cofradía del Rosario en 1543, se consagró en 1575. La advocación del rosario siempre ha estado ligada a la Orden Dominica.
La capilla es de nave única dividida en tres tramos a los que corresponden sendas capillas laterales, en una de las cuales está instalada la puerta de acceso que da a la plaza de Santo Domingo. La portada, atribuida a Pedro Monte, de medio punto está flanqueada por dos semicolumnas estriadas que sostienen un entablamento y frontón muy al gusto del renacimiento, sobre el que se abre una hornacina con la escultura de la Virgen con el Niño, atribuida al hermano Domingo Beltrán.

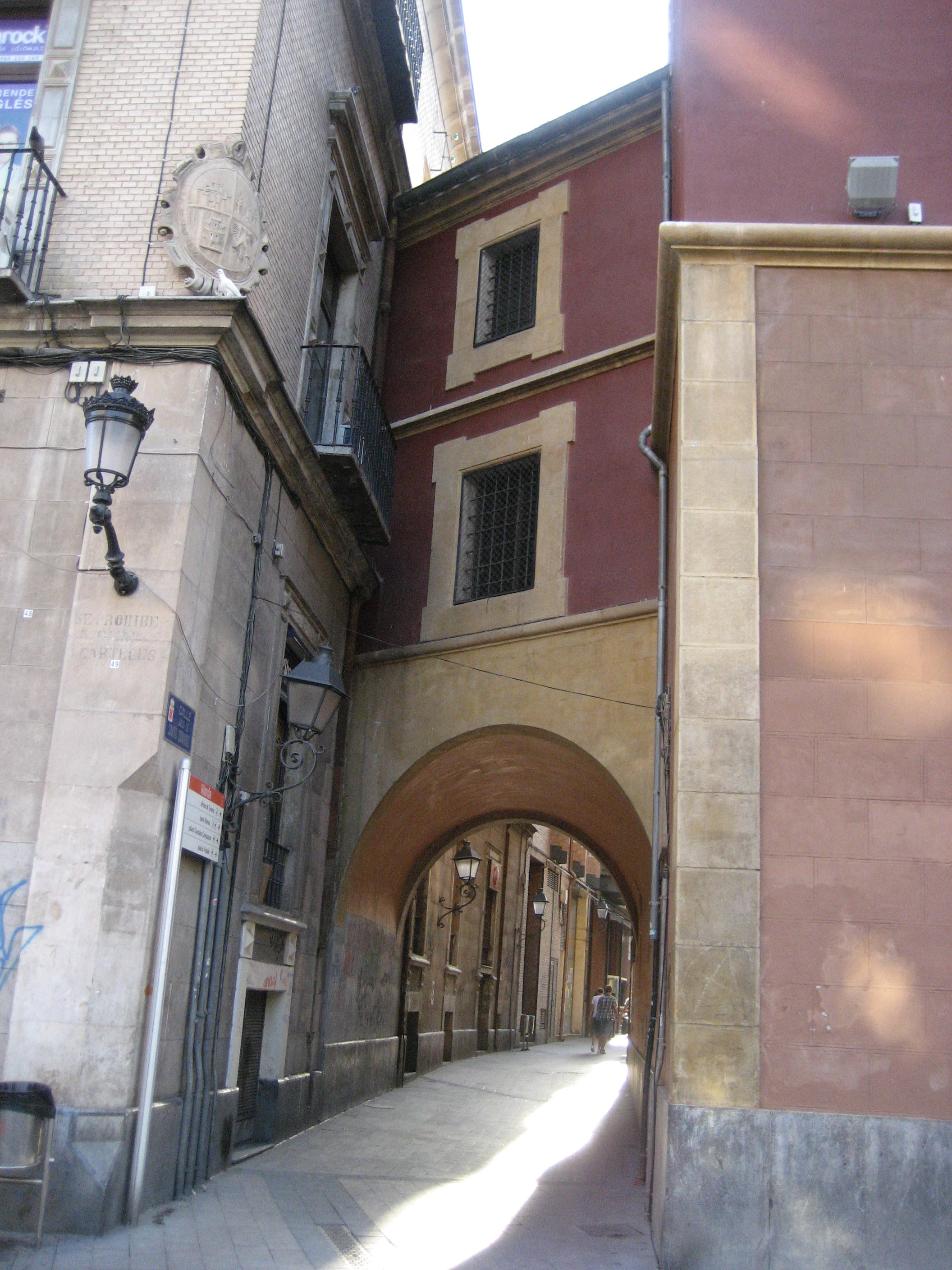
Arco de Santo Domingo que comunica la capilla del Rosario con el palacio Almodóvar

La Cofradía del Rosario encargó también dos plantas de aposentos con vistas a la plaza de Santo Domingo (lugar de celebración de mercados y eventos) que se superponían a la Capilla. Estos eran alquilados durante las fiestas como miradores (actualmente transformados en balcones).
En el siglo XVIII los condes de Almodóvar, mecenas de la cofradía, conectaron su palacio situado al sur del conjunto con la capilla del Rosario mediante un arco realizado por Martínez de la Vega que popularmente se conoce como el arco de Santo Domingo, siendo uno de los rincones más característicos del casco antiguo de Murcia. A ambos lados del presbiterio de la capilla se encuentran dos tribunas, con balcón y reja, a través de las cuales los condes de Almodóvar asistían a las celebraciones litúrgicas.
La capilla y la iglesia de Santo Domingo estuvieron separadas por una verja y coro alto, eliminados al reedificar el nuevo templo en el siglo XVIII, pasando a estar completamente conectadas.
Al ceder la Cofradía del Rosario su capilla a la Compañía de Jesús, la Cofradía tiene hoy su sede en el cercano Convento de Santa Ana.

## Iglesia de Santo Domingo

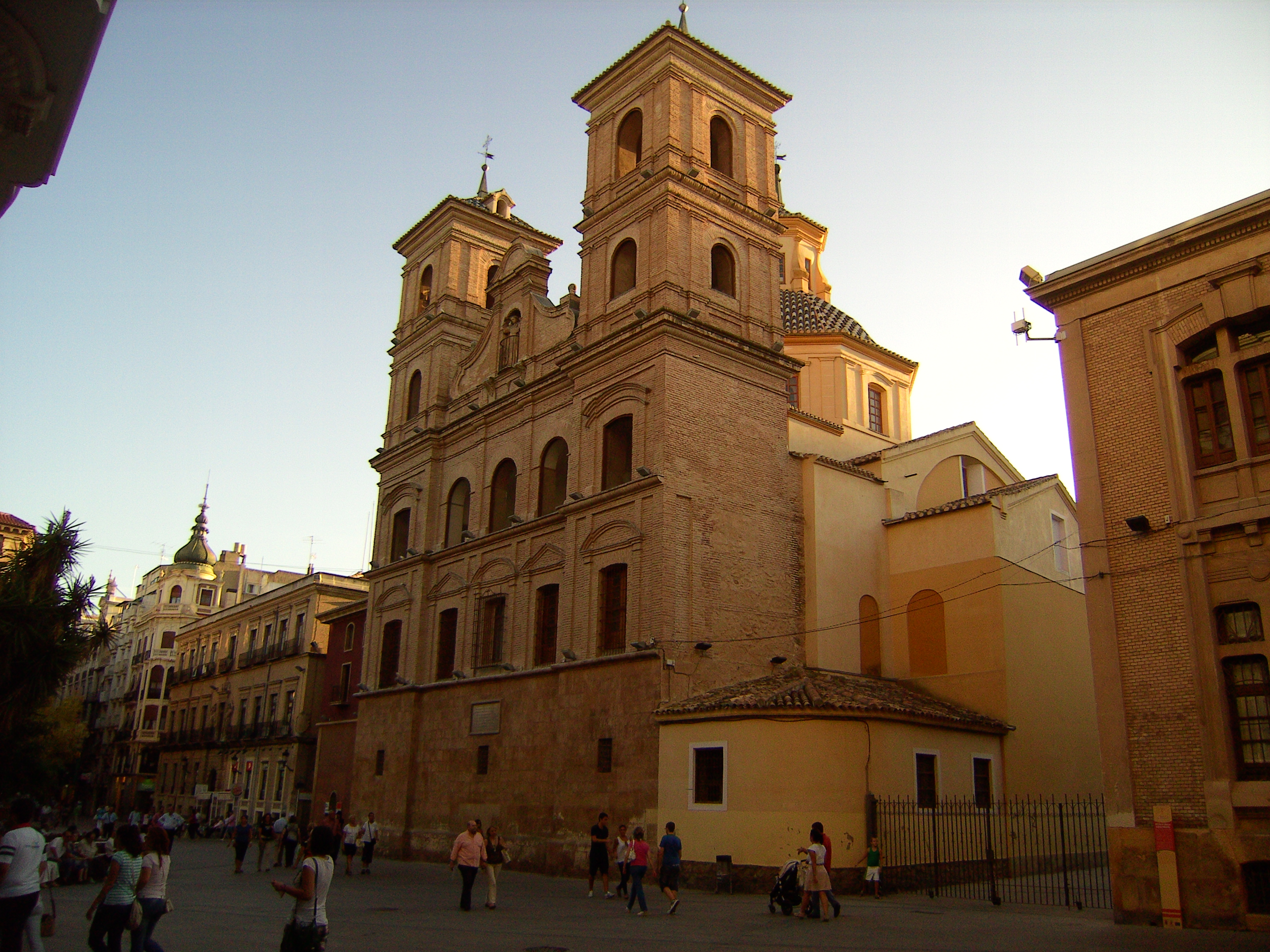
Imagen de la fachada monumental de la Iglesia de Santo Domingo, que preside la Plaza del mismo nombre

La Iglesia conventual de Santo Domingo, construida en pleno esplendor del barroco murciano, entre 1722 y 1745, tiene la particularidad de contar con dos fachadas. La principal, que mira hacia la plaza Romea, de cuyos tres pisos previstos sólo se llegaron a construir dos, y la que mira hacia la plaza de Santo Domingo, toda de ladrillo salvo el cuerpo inferior de piedra, que cumple una función representativa y urbanística dada la importancia de la plaza, sin carácter utilitario (salvo la disposición en ella de dos campanarios gemelos) al situarse en la cabecera del templo, careciendo en consecuencia de puertas.
En la parte superior de la misma aparece la figura del dominico San Vicente Ferrer en actitud de predicar desde un falso balcón, conmemorando las predicaciones que el santo valenciano realizó en esta plaza en 1411. Las ventanas que posee esta fachada monumental se utilizaron como miradores sobre la antigua plaza del Mercado, siendo utilizados por la comunidad dominica para contemplar los numerosos actos que tenían lugar en ella.
De la fachada principal, el cuerpo inferior destaca por su sobriedad y aire renacentista; el superior, con detalles barrocos, tiene en el centro las estatuas de piedra de Santo Domingo y San Francisco, abrazándose al pie de la cruz de Cristo, mientras, en los laterales están los escudos de la Orden franciscana y de la dominica.
La planta de la Iglesia consta de tres naves y como prolongación del crucero derecho se sitúa la susodicha Capilla del Rosario. Por este motivo dispone de dos coros, uno a los pies de la Iglesia de Santo Domingo y otro en el crucero, haciendo las veces de coro de la Capilla del Rosario, algo que permitía a los religiosos dominicos presenciar la liturgia que tuviera lugar en la capilla.
El crucero de la iglesia está cubierto con una cúpula sobre tambor, como casi todas las iglesias de esa época, pero rematada por una linterna, caso más excepcional. En el exterior, la cúpula está recubierta de teja vidriada típicamente mediterránea con colores blanco y negro (colores de la Orden Dominica).

## Patrimonio

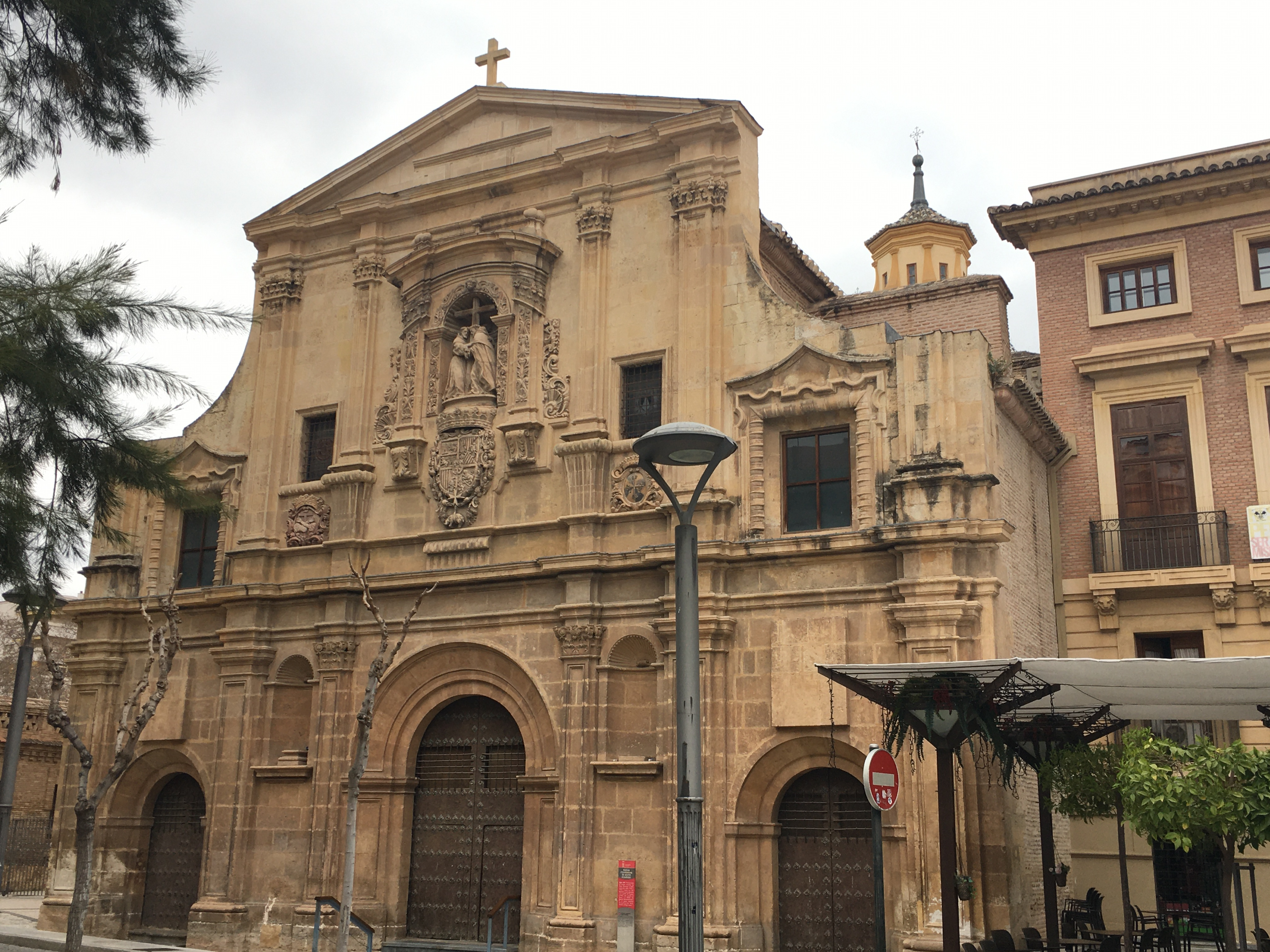
Portada principal de la iglesia de Santo Domingo, entre la plaza Julián Romea y la calle Echegaray

Debido a las desamortizaciones y a las pérdidas sufridas en la Guerra Civil el patrimonio de la iglesia de Santo Domingo resulta mayor en lo que se refiere a la arquitectura exterior que en cuanto a retablos o esculturas. Aun así guarda un importante conjunto pictórico, sobre todo el custodiado en la capilla del Rosario, perteneciente a la antigua cofradía del mismo nombre.
Destaca por encima de todos el ciclo pictórico realizado por el pintor Mateo Gilarte entre 1663 y 1665, con cuatro lienzos, La lucha de Jacob con el Ángel, Moisés y la zarza ardiendo, Ester desmayada ante Asuero y la Aparición de la Virgen a Santo Domingo, que constituyen una exaltación de la devoción a la Virgen del Rosario. Completaban la decoración de la Capilla los frescos del ábside, también debidos a Gilarte (1664-1667), tapados con posterioridad por un retablo barroco realizado entre 1710 y 1711, obra de José Caro, que al sufrir daños durante la Guerra Civil, permitió recuperar los frescos. Del retablo dieciochesco sólo se conserva el tabernáculo-sagrario y el camarín.
En la Capilla también se encuentra el cuadro de grandes dimensiones de la Batalla de Lepanto que Gilarte realizó en colaboración con Juan de Toledo.
En lo que se refiere a la escultura, la Iglesia de Santo Domingo guarda un San Francisco Javier de Nicolás de Bussy (1700), proveniente del Colegio de San Esteban, un San Pío V de Nicolás Salzillo, un San Gonzalo de Amarante, un San Vicente Ferrer de Francisco Salzillo y una Santa Bárbara de Juan González Moreno. La iglesia está presidida por la escultura del Sagrado Corazón de Jesús en el altar mayor, obra de los años 1940, realizada por el escultor y tallista murciano Antonio Carrión Valverde.